# NGC 151
NGC 151 је спирална галаксија у сазвежђу Кит која се налази на NGC листи објеката дубоког неба.
Деклинација објекта је - 9° 42' 18" а ректасцензија 0h 34m 2,8s. Привидна величина (магнитуда) објекта NGC 151 износи 11,6 а фотографска магнитуда 12,4. Налази се на удаљености од 43,613 милиона парсека од Сунца. NGC 151 је још познат и под ознакама NGC 153, MCG -2-2-54, IRAS 00315-0958, PGC 2035.